# Marianne Mithun
Marianne Mithun (1946) es una destacada estudiosa de lenguas amerindias y tipología lingüística. Es profesora de Lingüística en la Universidad de California en Santa Bárbara.

## Biografía
Mithun ha trabajado sobre gran número de idiomas a partir de una amplia variedad de familias lingüísticas, pero se especializó en lenguas amerindias. Comenzó su carrera con un extenso trabajo de campo de las lenguas iroquesas, especialmente mohawk, cayuga y tuscarora. También ha trabajado en California en la lengua pomo central (una de las lenguas pomoanas) y las lenguas chumash, yupik de Alaska central y la lengua austronesia kapampangan.
Mithun compiló una visión global de las lenguas indígenas en su obra The Languages of Native North America. La revista de la Linguist List, describe la obra como "un libro excelente para tener como referencia" y que contiene "una increíble cantidad de información y datos ilustrativos". La obra es una referencia en dos partes, organizada en primer lugar por categorías gramaticales (incluidas las categorías que son particularmente extendidas en América del Norte, como polisintéticas), y en segundo lugar por lengua.  En 2002, la obra ganó el Leonard Bloomfield Book Award, que se otorga anualmente al mejor libro en lingüística. Mithun ha enseñado en muchas instituciones de todo el mundo, incluyendo la Universidad de Georgetown, La Trobe, Rice, Stanford, SUNY Albany, Ámsterdam, Cagliari, Berkeley, Hamburgo, Illinois en Urbana-Champaign, Nuevo México, Wake Forest y Yale. Fue presidenta-fundadora de la Society for Linguistic Anthropology en 1983. Desde 1999 hasta 2003 fue presidenta de la Association for Linguistic Typology. Es miembro de la Academia Noruega de Ciencias y Letras.

## Obras de referencia
- 1999 The languages of native North America.[1]